# Dominique Othenin-Girard
Dominique Othenin-Girard né le 13 février 1958 au Locle, dans le canton de Neuchâtel, est un réalisateur suisse pour le cinéma et la télévision.
Il est surtout connu pour avoir dirigé le film suisse Colombine ainsi que le film d'horreur américain Halloween 5 : La Revanche de Michael Myers en 1989.

## Films en tant que réalisateur
- 1985 : After Darkness
- 1986 : Série noire - épisode : Piège à flics
- 1987 : The Hospice (TV)
- 1988 : Deliver Us From Evil
- 1989 : Halloween 5 : La Revanche de Michael Myers (Halloween 5 : The Revenge of Michael Myers)
- 1990 : Night Angel
- 1991 : La Malédiction 4 : L'Éveil (TV)
- 1992 : Sandra, c'est la vie (TV)
- 1994 : Private Lessons : Another Story
- 1995 : Mörderische Zwillinge (TV)
- 1995 : Red Shoe Diaries 5 : Weekend Pass (TV)
- 1996 : Beyond Desire (en)
- 1996 : Der Venusmörder (de) (TV)
- 1996 : Adrénaline (TV)
- 1997 : Die heilige Hure (de) (TV)
- 1998 : Die Fremde in meiner Brust (TV)
- 1999 : Florian - Liebe aus ganzem Herzen (TV)
- 1999 : Liebe ist stärker als der Tod (TV)
- 2001 : Crociati (TV)
- 2004 : Der Todestunnel : Nur die Wahrheit zählt (TV)
- 2005 : Le cuisinier de l'inattendu (2005)
- 2006 : Henry Dunant, du rouge sur la croix (TV)
- 2008 : Dirty Money l'infiltré
- 2013 : Les Suisses
- 2020 : De fil en aiguille (reportage sur l'artiste textile suisse Jeanne-Odette)
- 2022 : Colombine